# Ahrbergviertel

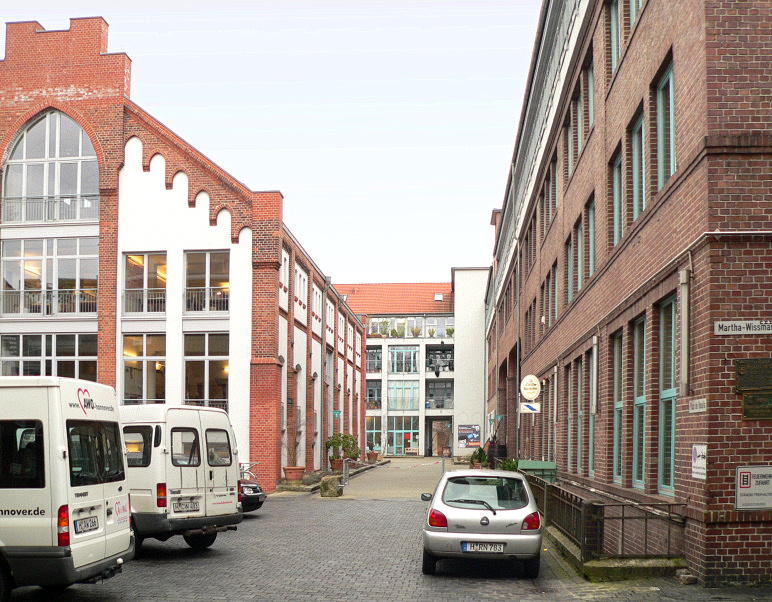
Blick in das Ahrbergviertel

Das Ahrbergviertel (Eigenschreibweise AhrbergViertel) ist ein 2 ha großes gemischtes Stadtviertel im hannoverschen Stadtteil  Linden-Süd. Es entstand ab 1998 auf dem früheren Gelände der 1911 errichteten Wurstfabrik Fritz Ahrberg und ist heute ein kultureller Mittelpunkt der spanischstämmigen Bewohner in Hannover.
Das Viertel gilt als gelungenes Beispiel für die Umwandlung einer historischen Industriestätte in ein modernes Wohn- und Arbeitsviertel. Ein ähnliches Beispiel in Hannover ist das Pelikanviertel auf dem früheren Werksgelände der Pelikan AG im Stadtteil List.

## Lage
Das Ahrbergviertel liegt am Deisterplatz, in den der Westschnellweg mündet. In der Nähe befinden sich der Von-Alten-Garten und das frühere Fabrikgelände der Hanomag.

## Beschreibung
Nachdem die in wirtschaftliche Schieflage geratene Wurstfabrik Fritz Ahrberg 1992 veräußert wurde, stand das Werksgelände leer. Aus dem Stadtteil Linden heraus entwickelte sich die Idee zur Revitalisierung der Gewerbebrache. 1997 erwarb eine Investorengruppe das Areal für 8 Millionen DM. Zwischen 1998 und 2000 erfolgte der Umbau mit behutsamer Sanierung der alten Bausubstanz. Dabei blieben die Hauptgebäude der früheren Wurstfabrik erhalten, nur kleinere Nebengebäude wurden abgerissen. Neu hinzu kamen einige mehrgeschossige Wohnbauten.
Der Gebäudebestand des Ahrbergviertels besteht aus einem weitläufigen Häuserkomplex, der verschachtelt miteinander verbunden ist. Daneben gibt es einen kleineren Gebäudekomplex und zwei größere Einzelbauten in Form einer früheren Bettfedernfabrik und die Fabrikantenvilla von Fritz Ahrberg. Sie wurde in den 1860er Jahren von Bethel Henry Strousberg als Direktor der gegenüber liegenden Maschinenfabrik Georg Egestorff erbaut. Markant ist das 1918 aus roten Backsteinen erbaute Kesselhaus der Wurstfabrik, das heute nicht mehr direkt zum Ahrbergviertel gehört.
Der im Jahre 2000 abgeschlossene Umbau der Gewerbebrache führte zu architektonisch hochwertigen Wohn- und Büroflächen mit 120 Einheiten. Zwei Drittel der Flächen im Ahrbergviertel werden zu Wohnzwecken und ein Drittel zu gewerblichen Zwecken genutzt. Unter den Nutzern des Ahrbergviertels finden sich Mieter und Eigentümer von Wohnungen. Etwa 25 Firmen und Einrichtungen haben sich im Viertel angesiedelt. Darunter sind Ateliers, ein Hotel, ein Gastronomiebetrieb sowie eine Tanzcompagnie. Auch soziale Gruppen und Einrichtungen unterhalten in den Gebäuden ihre Treffpunkte, wie die Arbeiterwohlfahrt und ein Kindergarten.

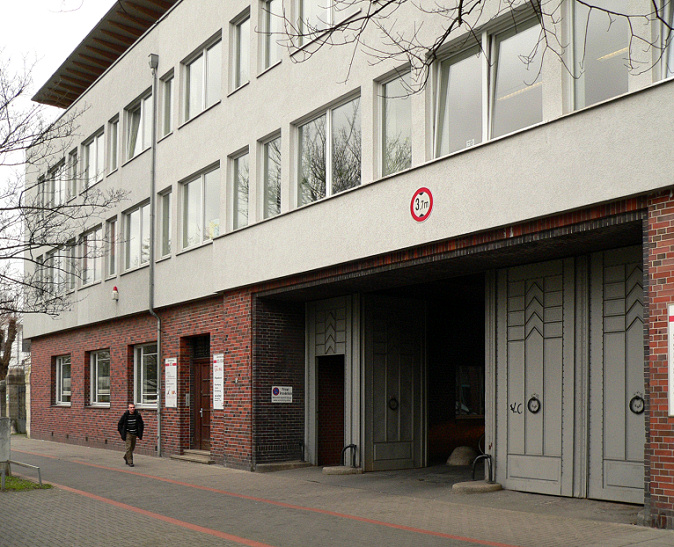
Eingangstor zur ehemaligen Wurstfabrik Fritz Ahrberg, dem heutigen Ahrbergviertel
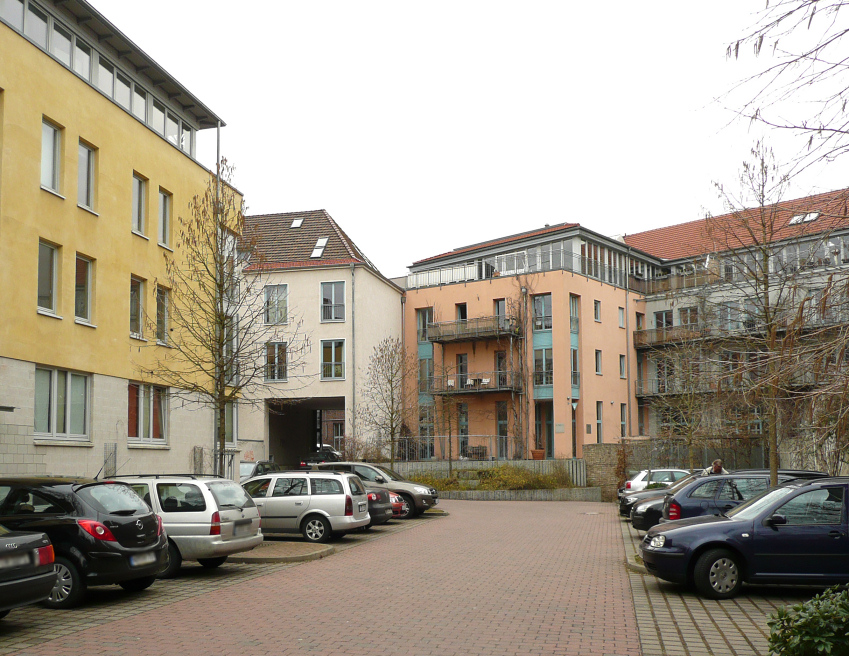
Neubauten im AhrbergViertel
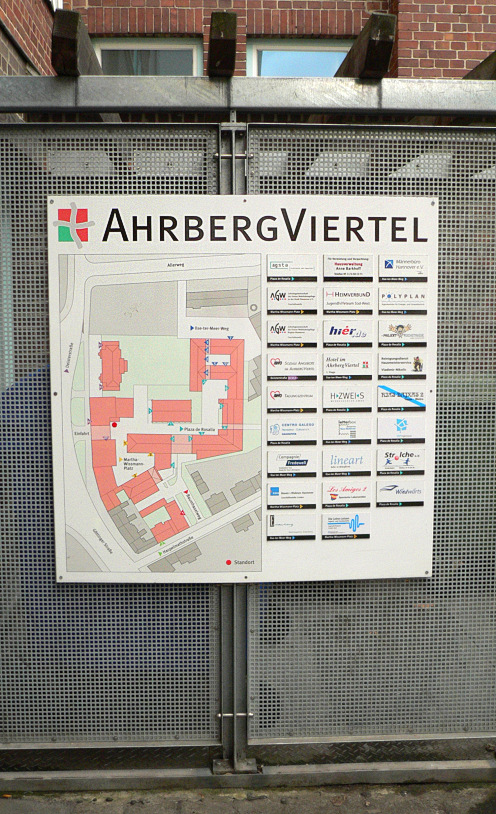
Lageplan des Viertels
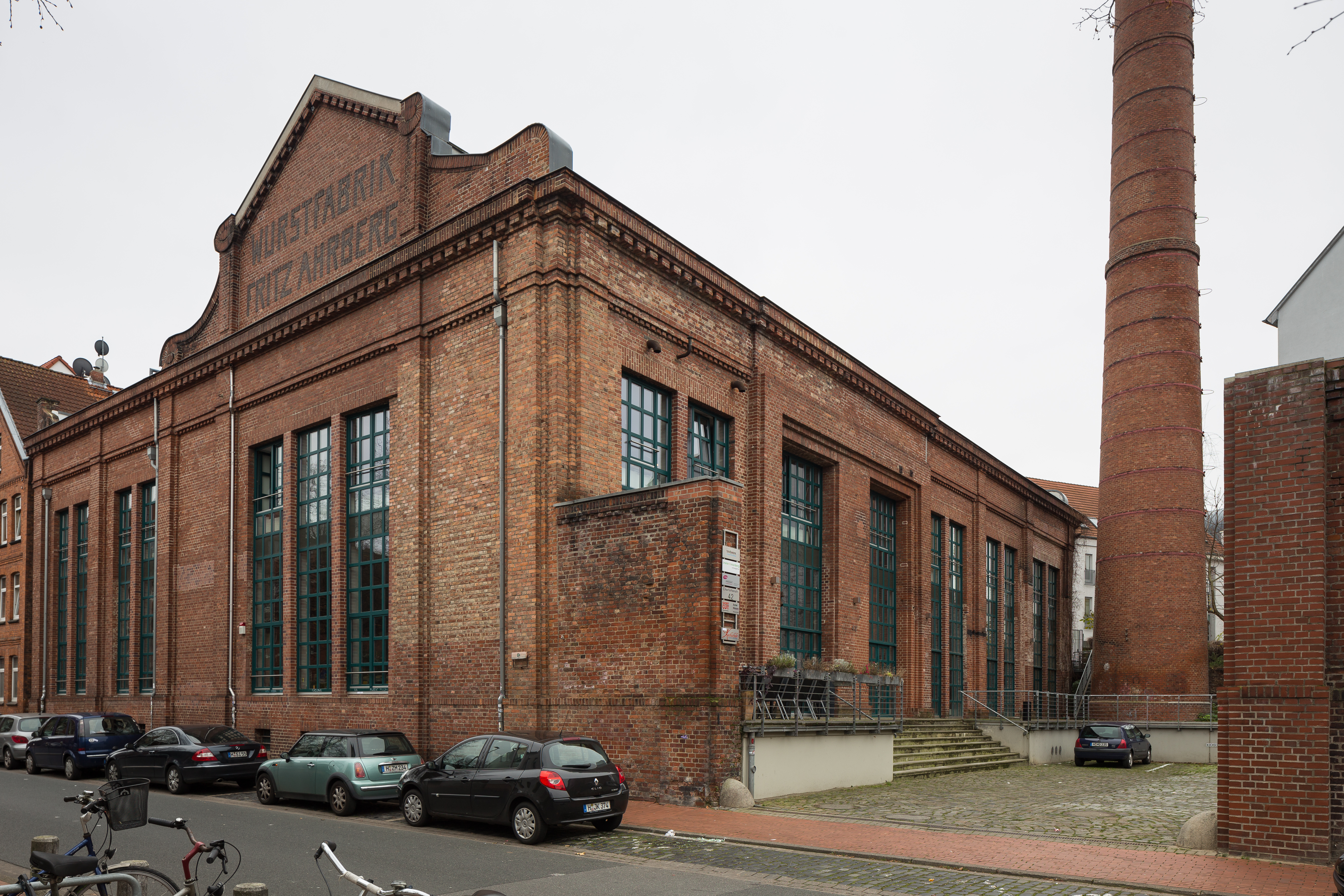
Das 1918 erbaute Kesselhaus der Wurstfabrik mit dem Schornstein

## Kulturelle Bedeutung
Das Ahrbergviertel gilt heute als spanische Hochburg in Hannover, was sich auch in der offiziellen Straßenbenennung widerspiegelt (zum Beispiel „Plaza de Rosalia“). Der spanische Schwerpunkt ist traditionell bedingt durch die frühere Ansiedlung von spanischen Gastarbeitern im Stadtteil Linden-Süd, in dem das Viertel liegt. Aufgrund dieser Vorprägung siedelten sich im Ahrbergviertel ein galicischer Kulturverein und ein galicischer Gastronomiebetrieb an. Das Viertel übt auf spanischstämmige Bewohner der Region Hannover eine große Anziehungskraft aus. Jährlich wird das Ahrbergfest als deutsch-spanisches Sommerfest gefeiert.